# Sigismund von Lindenau
Sigismund von Lindenau († 1. Januar 1544) war von 1535 bis 1544 Bischof von Merseburg.

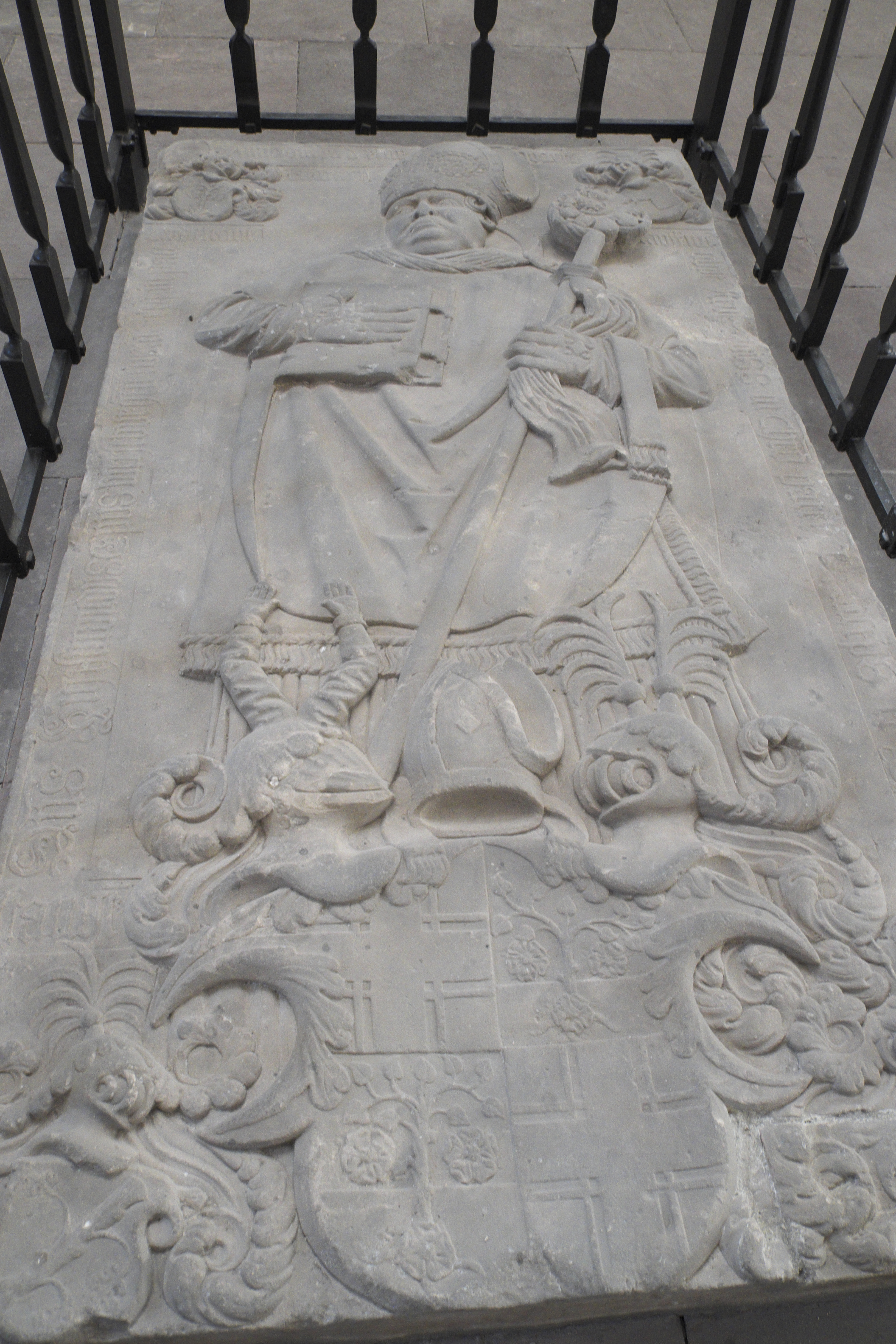
Grabmal des Bischofs Sigismund von Lindenau im Merseburger Dom

Sigismund stammte aus der Familie von Lindenau, benannt nach Lindenau, heute ein Stadtteil von Leipzig. Er war der vorletzte katholische Bischof des Merseburger Bistums, sein Nachfolger als evangelischer Administrator war August von Sachsen, der seinen Einfluss als Kurfürst von Sachsen geltend machte und die benachbarten Hochstifte an sich zog. Im Bistum selbst wendete sich die Mehrheit der Bevölkerung dem neuen Glauben zu, selbst Sigismund zeigte sich dem neuen Glauben gegenüber aufgeschlossen. Bereits ein Jahr nach dem Tod Sigismunds predigte Martin Luther im Merseburger Dom.
Sigismund führte bauliche Maßnahmen am Schloss Lützen durch. Er erweiterte den Merseburger Dom. Im Schloss von Bad Lauchstädt zeugt sein Wappen von seiner Bautätigkeit.